# Медведев, Андрей Николаевич (хоккеист)
Медведев Андрей Николаевич; (род. 1 апреля 1983, Москва) — российский хоккейный вратарь. Чемпион мира среди юниоров, двукратный чемпион мира среди молодёжных команд.

## Биография
Воспитанник хоккейной школы московского «Динамо». Выпускник хоккейной школы московского «Спартака». Дебютировал в суперлиге в феврале 1999 года в возрасте 15 лет против «Ак Барса» (1:0). Проведя 6 сезонов в «Спартаке», завершил карьеру в 2005 году.
В 2003 году провёл три товарищеских матча за сборную России.
По словам отца Медведева он разочаровался. В основе играют те, у кого контракт выше. А Андрей — воспитанник «Спартака» — на скамейке запасных штаны протирал шесть сезонов. Лопнуло терпение у сына. […] Андрею надо было операцию делать. Но про него в клубе забыли. Вот и он решил забыть всех.
При этом вес Медведева доходил до 113 килограммов при росте в 186 сантиметров.
Карьера в чемпионатах России: 101 матч (78 — в основном составе), пропустил 203 шайбы, 7 матчей на «ноль».
По состоянию на 2020 год — судья на детских матчах.